# Pål Varhaug
Pål Varhaug (Stavanger, 26 de janeiro de 1991) é um piloto de automóveis norueguês. 
Na temporada de 2008 tornou-se Campeão Italiano na Fórmula Renault 2.0 Eurocup.
Disputa a temporada 2011 da GP2 na equipe DAMS.